# Hassoumi Massaoudou
Hassoumi Massaoudou (nascido em 22 de outubro de 1957) é um político nigerino que atuou como ministro das Relações Exteriores do Níger desde 2021. Após o golpe de Estado em 2023, Massaoudou declarou-se chefe de Estado interino do Níger - uma vez que Mohamed Bazoum havia sido preso, deposto e substituído por uma junta militar - mas sem deter, na prática, qualquer poder.
Após o golpe, Massoudou, assim como outras figuras ligadas ao regime deposto, foi processado por  "complô contra a autoridade do Estado" e traição, perante o tribunal militar; posteriormente passou a figurar no "Registro de Pessoas, Grupos ou Entidades Envolvidas em Atos de Terrorismo ou em Ofensas Contra os Interesses Estratégicos e/ou Fundamentais da Nação ou que Possam Perturbar Seriamente a Paz e a Segurança Públicas" (FPGE). Pessoas incluídas no FPGE são proibidas de viajar, têm seus bens congelados e podem perder temporariamente a nacionalidade nigerina, por decreto. Todas (inclusive Massoudou) estão atualmente no exílio.
Massaoudou atuou como ministro das Finanças de outubro de 2016 a janeiro de 2019. Dirigente do Partido Nigerino para a Democracia e o Socialismo (PNDS-Tarayya), foi ministro da Comunicação, Cultura, Juventude e Esportes de 1993 a 1994, presidente do Grupo Parlamentar do PNDS de 1999 a 2004, diretor do Gabinete do Presidente de 2011 a 2013, ministro do Interior de 2013 a 2016 e ministro da Defesa Nacional em 2016.
Casado e pai de quatro filhos, é engenheiro geológico de formação. Poliglota, fala a língua fulani, hausa, djerma, espanhol, inglês e francês.